# Хартелиус, Малин
Малин Хартелиус (швед. Malin Hartelius; род. 1966, Мальмё) — шведская оперная певица (сопрано).
Свою певческую карьеру сделала в основном за пределами Швеции, вступает со знаменитыми дирижёрами и оркестрами разных стран.

## Биография
Родилась 1 сентября 1966 года в Мальмё. Росла в Тингсриде недалеко от города Векшё. В подростковом возрасте училась пению в Векшё у Сильвии Манг-Боренберг, а затем обучалась в Венском университете музыки и исполнительского искусства (опера, песня и оратория) у известных педагогов — Маргарет Бенс и Вальдемара Кмента.
В 1989 году поступила в швейцарский Театр Санкт-Галлена, где спела свою первую партию Папагены (Papagena) в опере Моцарта «Волшебная флейта». В сезоне 1990—1991 годов, будучи членом Венской государственной оперы, она множество ролей, в том числе Цецилию в опере Моцарта «Луций Сулла» и снова роль Папагены. В 1990 году на фестивале в немецком Людвигсбурге Малин Хартелиус исполнила роль Блонды в опере Моцарта «Похищение из сераля». В сезоне 1991—1992 годов певица стала участницей Цюрихской оперы, где дебютировала в роли Папагены и затем в роли Арсены в «Цыганском бароне» Иоганна Штрауса. Затем последовали роли Памины в «Волшебной флейте», Адели в «Летучей мыши», Блонды в «Похищении из сераля» и Анхен в Вольном стрелке.
После дебюта на Людвигсбургском фестивале в 1990 году и Шветцингенском фестивале в 1991 году, Хартелиус впервые появилась на Зальцбургском фестивале в 1992 году в роли Барбарины в «Женитьбе Фигаро». После очередного участия на Зальцбургском фестивале в 1996 году, она начала сотрудничество с дирижёром Францем Вельзер-Мёстом в произведениях Баха «Месса си минор» (BWV 232) и «Страсти по Матфею» (BWV 244) с оркестром Camerata Accademica; в 1997 году, она исполнила партию Блонды «Похищения из сераля» под управлением Марка Минковски.
Певческий репертуар Малин Хартелиус продолжал расширяться ролями в операх Доницетти «Любовный напиток» и «Дон Паскуале», а также в опере «Ариадна на Наксосе» Рихарда Штрауса. Осенью 1999 года по приглашению Парижской национальной оперы она исполнила главную роль в опере Рамо «Галантная Индия» под управлением дирижёра Уильяма Кристи. В этом же театре певица выступила в роли Сервилии в «Милосердии Тита» и в 2000 году в роли Адели в «Летучей мыши». Также в 2000 году она добилась успеха в партии Памины в «Волшебной флейте» в новой постановке Цюрихской оперы.
В последующие сезоны Хартелиус принимала участие в качестве солистки в Bach Cantata Pilgrimage под управлением дирижёра Джона Гардинера и дебютировала в партии Марселины в «Фиделио», поставленной в Баварской государственной опере. Она также была высоко оценена за выступление с дирижёром Николаусом Арнонкуром в редко исполняемой опере Шуберта «Альфонсо и Эстрелла». Затем певица снова выступала на Зальцбургском фестивале 2000 года, а также в концертах с Венским филармоническим оркестром под управлением Вольфганга Заваллиша и Чарльза Маккерраса. На Зальцбургском фестивале 2001 года она спела Адель в новой постановке оперы «Летучая мышь» и выступила с зальцбургским оркестром Моцартеум под управлением Айвора Болтона.
Весной 2002 года она спела партию Констанцы в «Похищении из сераля» в новой постановке в Цюрихе вместе с Клаусом Брандауэром и Патрисией Петибон. В 2004 году Малин Хартелиус дебютировала в партии Церлины в опере «Дон Жуан» в Глайндборне под управлением дирижёра Риккардо Шайи.
Продолжая свою карьеру оперной певицы, продолжала выступать на сценах европейских театров и в 2006 году в очередной раз была приглашена на Зальцбургский фестиваль.
28 января 2010 года Малин Хартелиус получила медаль Litteris et Artibus от короля Швеции за выдающуюся артистическую деятельность в качестве оперного певца.
Певица замужем, имеет двоих детей: дочь Ханна 1993 года рождения и сын Саймон 1996 года рождения.